# مرج موسى
مرج موسى قرية صغيرة تتبع ناحية مركز القرداحة في منطقة القرداحة في محافظة اللاذقية. تقع على السفوح الغربية لجبال الساحل السوري على ارتفاع حوالي 200 متر فوق مستوى سطح البحر.
بلغ عدد سكانها 151 نسمة في عام 2004 حسب إحصاء المكتب المركزي للإحصاء.